# Physocleora punctilla
Physocleora punctilla är en fjärilsart som beskrevs av William Schaus 1898. Physocleora punctilla ingår i släktet Physocleora och familjen mätare. Inga underarter finns listade i Catalogue of Life.